# キタムラ・ホールディングス
株式会社キタムラ・ホールディングスは、東京都新宿区に本社を置く、キタムラ・ホールディングスグループの持株会社である。「カメラのキタムラ」をチェーン展開する株式会社キタムラの親会社である。カルチュア・コンビニエンス・クラブ（CCC）の持分法適用会社。

## 沿革
- 2019年（平成31年）
  - 2月21日 - カルチュア・コンビニエンス・クラブ株式会社が、株式会社キタムラ・ホールディングス設立[1]。
  - 4月 - カルチュア・コンビニエンス・クラブ株式会社から吸収分割により11社を引継ぎ持株会社化
  - 8月 - 株式会社キタムラが株式会社ユー・シー・エスの株式を譲受け、100％子会社化
  - 4月1日 - 吸収分割により、CCCデザイン株式会社から同社の株式保有事業の一部を継承し発足[2][3][4]。
- 2020年（令和2年）
  - 3月 - 類似事業の統合を目的として、しまうまプリントシステム株式会社がチーター株式会社を吸収合併
  - 4月 - スクールフォト領域の機能集約・強化を目的として、株式会社フォトクリエイトの学校写真ネット販売システム事業を株式会社ラボネットワークに会社分割で移管
  - 4月 - しまうまプリントシステム株式会社を、プリント・アルバム等生産機能を有する株式会社しまうまプリントラボ（存続会社）と販売サイトを運営する株式会社しまうまプリント（新設会社）に会社分割し、株式会社しまうまプリントラボと株式会社キタムラの生産子会社であった株式会社ラボ生産のラボ機能の連携を強化
  - 6月 - システム開発機能の統合を目的として、株式会社フォトクリエイトが株式会社コトコトを吸収合併
  - 7月 - 株式会社キタムラが株式会社キタムラピーシーデポを吸収合併
- 2021年（令和3年）
  - 3月 - 新規事業開発機能の集約を目的として、株式会社しまうまプリントが株式会社CCCフォトライフラボを吸収合併
  - 4月 - 意思決定の迅速化・損益責任の明確化を目的として、株式会社キタムラが新設分割により株式会社KCSを設立
  - 4月 - フォトライフ事業への事業集中を目的として、フォトライフ事業を行っていない株式会社ビコムキタムラ（現株式会社ビコムMCI）の全株式をCCCグループ外に譲渡
  - 6月 - カルチュア・コンビニエンス・クラブ株式会社の連結子会社から持分法適用会社に移行
  - 6月 - 監査等委員会設置会社へ移行
- 2023年（令和5年）
  - 3月 - 東京証券取引所・プライム市場への上場を予定していたが、当時の市場状況を鑑み上場を中止した[5]
  - 8月 - 株式会社しまうまプリントが子会社「株式会社NSQ」を設立
  - 10月 - UXENT株式会社がピックハイブ株式会社へ社名変更
- 2024年（令和6年）
  - 4月 - 株式会社キタムラから店舗運営機能を分社化し、店舗運営機能に特化した組織構築を目的として株式会社カメラのキタムラを設立
  - 4月 - 株式会社LDXを設立

## グループ会社
（）内は本社所在地
- 株式会社カメラのキタムラ - 「カメラのキタムラ」「スタジオマリオ」の運営、リユース事業、Apple 製品の修理サービス、キタムラネットショップ事業
- 株式会社キタムラ（東京都新宿区 ※本店は高知県高知市） - 「カメラのキタムラ」「スタジオマリオ」等の事業の付加価値向上に繋がる事業・マーケティング・サプライチェーンなどの戦略企画・立案、実行支援および商品・サービスの開発
  - 株式会社ユーシーエス（千葉県習志野市） - カメラのメンテナンス・修理
- 株式会社しまうまプリント（東京都新宿区） - インターネット写真プリント・フォトブック・年賀状サービスの運営、システム開発
  - 株式会社NSQ - NET年賀状印刷サービスの運営
- 株式会社フォトクリエイト（東京都新宿区） - 「スナップスナップ」「オールスポーツコミュニティ」などインターネット写真撮影・販売サービスの運営、システム開発
- 株式会社ラボネットワーク（埼玉県川口市） - デジタル加工処理・映像写真関連商品の卸・小売、ミニラボ機器の販売
- 株式会社ラボ生産（埼玉県川口市） - 写真プリント・フォトアルバム・年賀状の加工処理、生産
- 株式会社しまうまプリントラボ（鹿児島県日置市） - インターネット写真プリント・フォトブック・年賀状の生産。旧：しまうまプリントシステム株式会社
- ピックハイブ株式会社（東京都千代田区） - セルフ写真館「PICmii」の企画・運営、フォトスタジオサービス事業の企
- 株式会社キタムラトレードサービス（東京都千代田区） - OUTDOOR PRODUCTS 日本代理店
- 株式会社KCS（高知県高知市） - PC DEPOTのフランチャイズ
- 株式会社LDX - グループラボ戦略の策定

## テレビ番組
- 日経スペシャル カンブリア宮殿 斜陽産業でも大躍進! 知られざるキタムラ復活劇（2022年7月7日、テレビ東京）- 社長 武田宣出演[6]